# Victor Surdu
Raul-Victor Surdu-Soreanu (ur. 11 lipca 1947 w Jassach, zm. 7 kwietnia 2011 w Bukareszcie) – rumuński agronom i polityk, w latach 1989–1990 minister rolnictwa, założyciel Demokratycznej Partii Agrarnej Rumunii.

## Życiorys
W 1970 ukończył studia na wydziale ogrodniczym Universitatea de Științele Vieții „Ion Ionescu de la Brad” w Jassach. W 1985 uzyskał doktorat z nauk rolniczych. Od 1970 do 1989 pracował na kierowniczych stanowiskach w państwowych gospodarstwach rolnych i spółdzielniach rolniczych.
W 1989 został ministrem rolnictwa w pierwszym po obaleniu Nicolae Ceaușescu rządzie, na czele którego stanął Petre Roman. Stanowisko to zajmował do 1990. W tym samym roku stanął na czele nowo powołanej Rumuńskiej Demokratycznej Partii Agrarnej, którą kierował do 1997. W latach 1990–1992 z jej ramienia sprawował mandat posła do Izby Deputowanych.
Od 1992 do 1996 wykładał na wydziale rolniczym Universitatea Ecologică din București. W latach 1997–2000 był wiceprezesem rumuńskiego oddziału grupy Łukoil. Od 2001 zajmował stanowiska dyrektora generalnego w różnych spółkach prawa handlowego. W 2001 dołączył do Partii Socjaldemokratycznej. Z jej ramienia w 2008 ponownie uzyskał mandat poselski. Zmarł w trakcie kadencji na raka trzustki.